# Friedmann Jakab
Friedmann Jakab Károly (Boldogasszony, 1830 – Nyíregyháza, 1905) gyömrői, majd nyíregyházai rabbi.

## Élete
Édesapja dáján (segédrabbi) volt. Szófér Ábrahám rabbi iskolájában tanult Pozsonyban, majd 1856-ban Gyömörön, 1856-tól kezdve pedig Nyíregyházán volt főrabbi. A tiszaeszlári vérvádperben az ártatlanul meggyanúsítottak érdekében önfeláldozóan szállt síkra.